# Khuê Trung
Khuê Trung là một phường thuộc quận Cẩm Lệ, thành phố Đà Nẵng, Việt Nam.
Phường có diện tích 3,23 km², dân số năm 1999 là 13.112 người, mật độ dân số đạt 4.059 người/km².

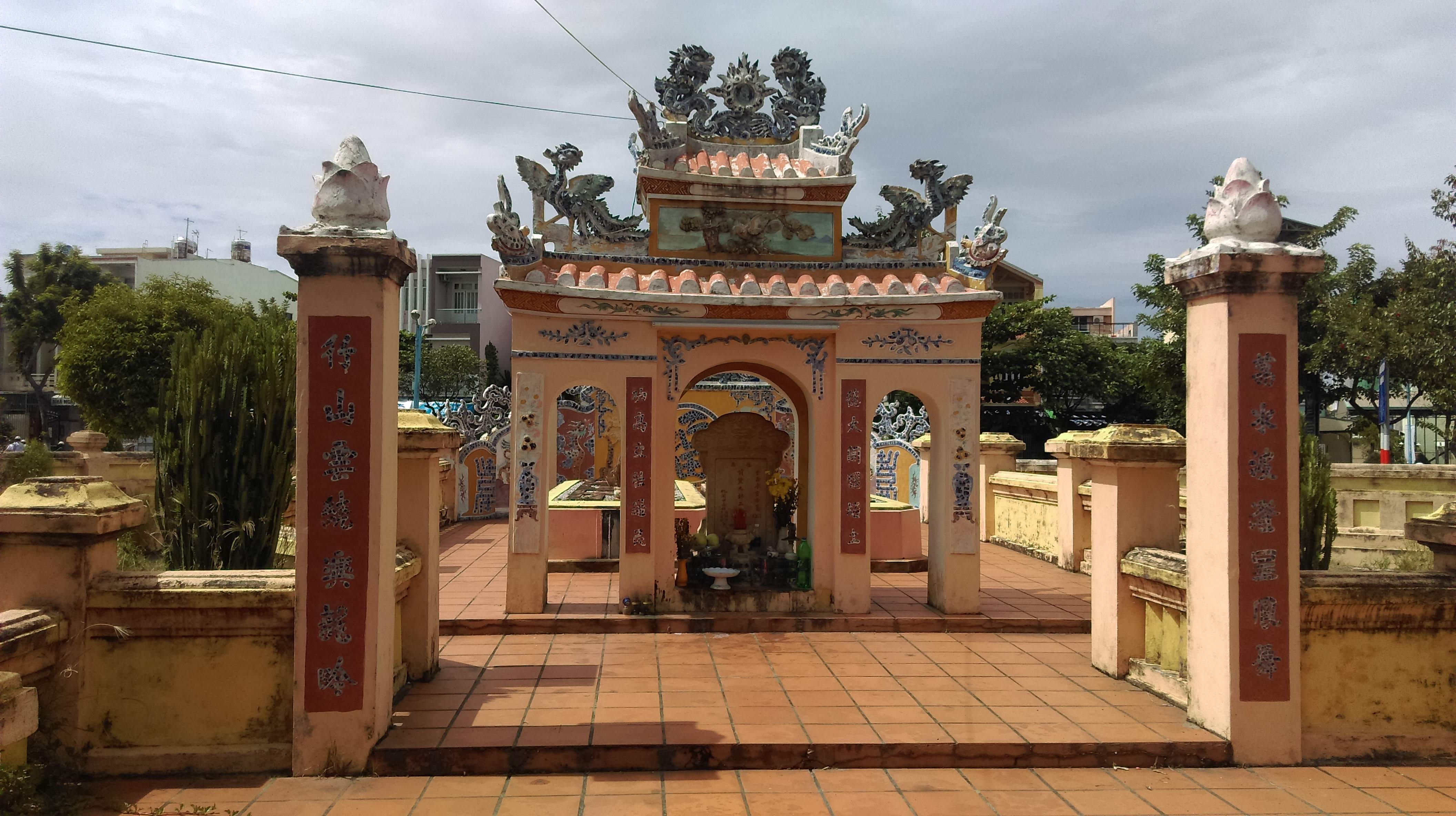
Điện Khuê Trung

## Lịch sử
Trước đây, phường Khuê Trung thuộc quận Hải Châu. Từ ngày 5 tháng 8 năm 2005 phường chuyển sang trực thuộc quận Cẩm Lệ mới thành lập.

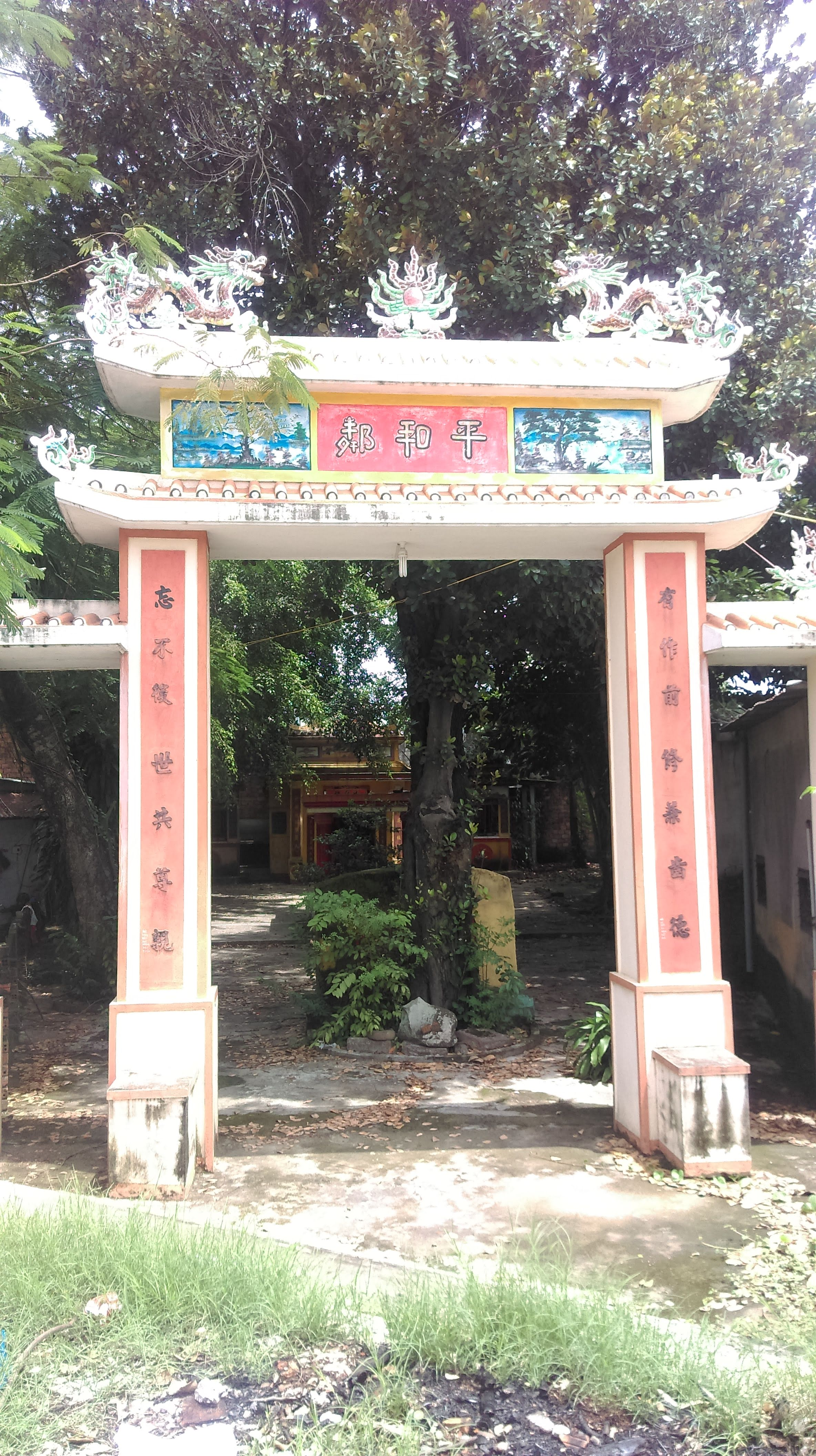
Lăng Ông Bình Hòa